# Futebol de 5 nos Jogos Paralímpicos de Verão de 2004
O torneio de futebol de 5 dos Jogos Paraolímpicos de Verão de 2004 foi disputado no Complexo Olímpico de Hóquei em Atenas, na Grécia. Apenas o torneio masculino foi disputado.

## Medalhistas
|  | BRA Brasil |  | ARG Argentina |  | ESP Espanha |
|  | Andreonni Rego Fabio Vasconcelos Sandro Laina Mizael Oliveira Joao Silva Severino Silva Anderson Fonseca Nilson Silva Marcos Felipe Damião Ramos |  | Gonsalo Abbas Hachache Julio Ramirez Lucas Rodriguez Carlos Ivan Figueroa Diego Cerega Silvio Velo Eduardo Diaz Antonio Mendoza Oscar Moreno Dario Lencina |  | Antonio Martin Vicente Aguilar Marcelo Rosado Gonzalo Largo Alfredo Cuadrado Jose Lopez Ramirez Adolfo Acosta Carmelo Garrido Pedro Antonio Garcia Villa Carlos Alvarez |

## Resultados

### Primeira fase
| Equipe            | J | V | E | D | GP | GC | Pts |
| ----------------- | - | - | - | - | -- | -- | --- |
| BRA Brasil        | 5 | 5 | 0 | 0 | 14 | 0  | 15  |
| ARG Argentina     | 5 | 4 | 0 | 1 | 10 | 4  | 12  |
| ESP Espanha       | 5 | 2 | 1 | 2 | 6  | 5  | 7   |
| GRE Grécia        | 5 | 1 | 2 | 2 | 6  | 6  | 5   |
| FRA França        | 5 | 1 | 1 | 3 | 4  | 12 | 4   |
| KOR Coreia do Sul | 5 | 0 | 0 | 5 | 2  | 15 | 0   |

|     | BRA | ARG | ESP | GRE | FRA | KOR |
| --- | --- | --- | --- | --- | --- | --- |
| BRA | --  | 2-0 | 3-0 | 1-0 | 4-0 | 4-0 |
| ARG | 0-2 | --  | 2-1 | 2-1 | 3-0 | 3-0 |
| ESP | 0-3 | 1-2 | --  | 0-0 | 2-0 | 3-0 |
| GRE | 0-1 | 1-2 | 0-0 | --  | 2-2 | 3-1 |
| FRA | 0-4 | 0-3 | 0-2 | 2-2 | --  | 2-1 |
| KOR | 0-4 | 0-3 | 0-3 | 1-3 | 1-2 | --  |

### Fase final
| Disputa do 5º lugar | Disputa do 5º lugar | Disputa do 5º lugar |
| ------------------- | ------------------- | ------------------- |
| FRA França          | 3-1                 | Coreia do Sul KOR   |
| Disputa do 3º lugar |                     |                     |
| GRE Grécia          | 0-2                 | Espanha ESP         |
| Final               |                     |                     |
| ARG Argentina       | 2-3                 | Brasil BRA          |